# Chiesa dei Santi Simone e Giuda (Goslar)

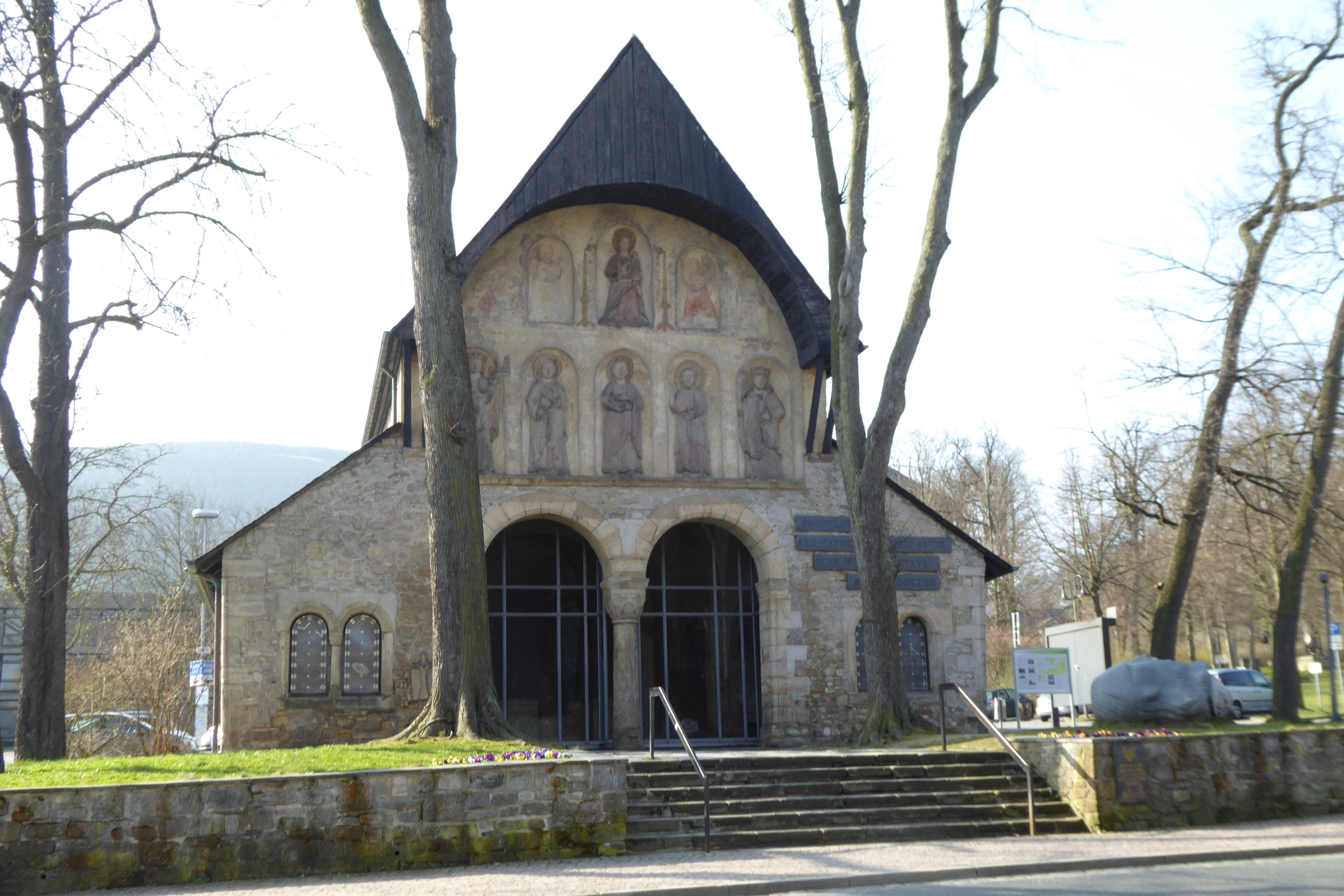
La Domvorhalle, il vestibolo d'ingresso

La chiesa dei Santi Simone e Giuda o anche Collegiata dei Santi Simone e Giuda è stato il duomo storico della città di Goslar fino alla sua distruzione.

## Storia
La città di Goslar fu menzionata per la prima volta sotto il governo dell'imperatore Ottone II nel 979; grazie alle vicine miniere d'argento di Rammelsberg, si trasformò rapidamente in una delle città medievali più importanti del nascente regno tedesco. Intorno al 1005 il re Enrico II di Germania fece costruire qui il primo Kaiserpfalz, che fu ricostruito e notevolmente ampliato dai suoi successori. Eretta per volere dell'imperatore Enrico III la collegiata fu consacrata il 2 luglio 1051 dall'arcivescovo Hermann di Colonia. All'epoca era la più grande chiesa romanica a est del Reno.
La chiesa era dedicata agli apostoli Simone e Giuda, la cui festa, il 28 ottobre, cadeva il giorno del compleanno dell'imperatore Enrico III, che spesso soggiornava a Goslar. Più o meno nello stesso periodo, la sua consorte Agnese di Poitou fondò a Goslar la collegiata di San Pietro, che non si è conservata. Nel 1056 papa Vittore II e l'imperatore Enrico III si incontrarono a Goslar e visitarono la chiesa. Quando Enrico morì nello stesso anno, il suo cuore fu sepolto tra le mura della cattedrale di Goslar.
Nella Pentecoste del 1063 la disputa sulle precedenze di Goslar si inasprì nella chiesa, quando, in occasione di una dieta alla presenza del giovane re Enrico IV, sorse un conflitto armato tra il vescovo Hezilo di Hildesheim e l'abate di Fulda per quanto riguarda l'ordine di seduta dei vespri. Il vescovo fece allontanare dalla chiesa i fedeli di Fulda dal suo seguace Egberto di Brunswick e il conflitto armato che ne seguì provocò alcuni morti. Secondo il cronista medievale Lamberto di Hersfeld, sull'altare fu versato molto sangue, mentre gli appelli del re alla moderazione rimasero inascoltati. L'incidente divenne noto anche come la "Pentecoste di sangue di Goslar".
Sotto il governo del re degli Hohenstaufen Federico Barbarossa, il chierico di Hildesheim Rainaldo di Dassel assunse il titolo di prevosto nel 1154. La cosiddetta Bibbia dell'Imperatore fu donata alla chiesa da Enrico III e rimase in suo possesso fino alla Guerra dei Trent'anni, quando scomparve per quasi 100 anni.
Dopo la mediatizzazione dell'ex città imperiale libera di Goslar, nel 1819 la collegiata cadde in rovina e, a causa della mancanza di fondi per la sua riparazione, fu venduta all'asta a un artigiano che la utilizzò come "cava" e la demolì in gran parte entro il 1822. Si conservò solo il portico della cattedrale. Le fondamenta della chiesa si trovano oggi sotto un grande parcheggio, la cui pianta è segnata all'interno della pavimentazione.

## Architettura

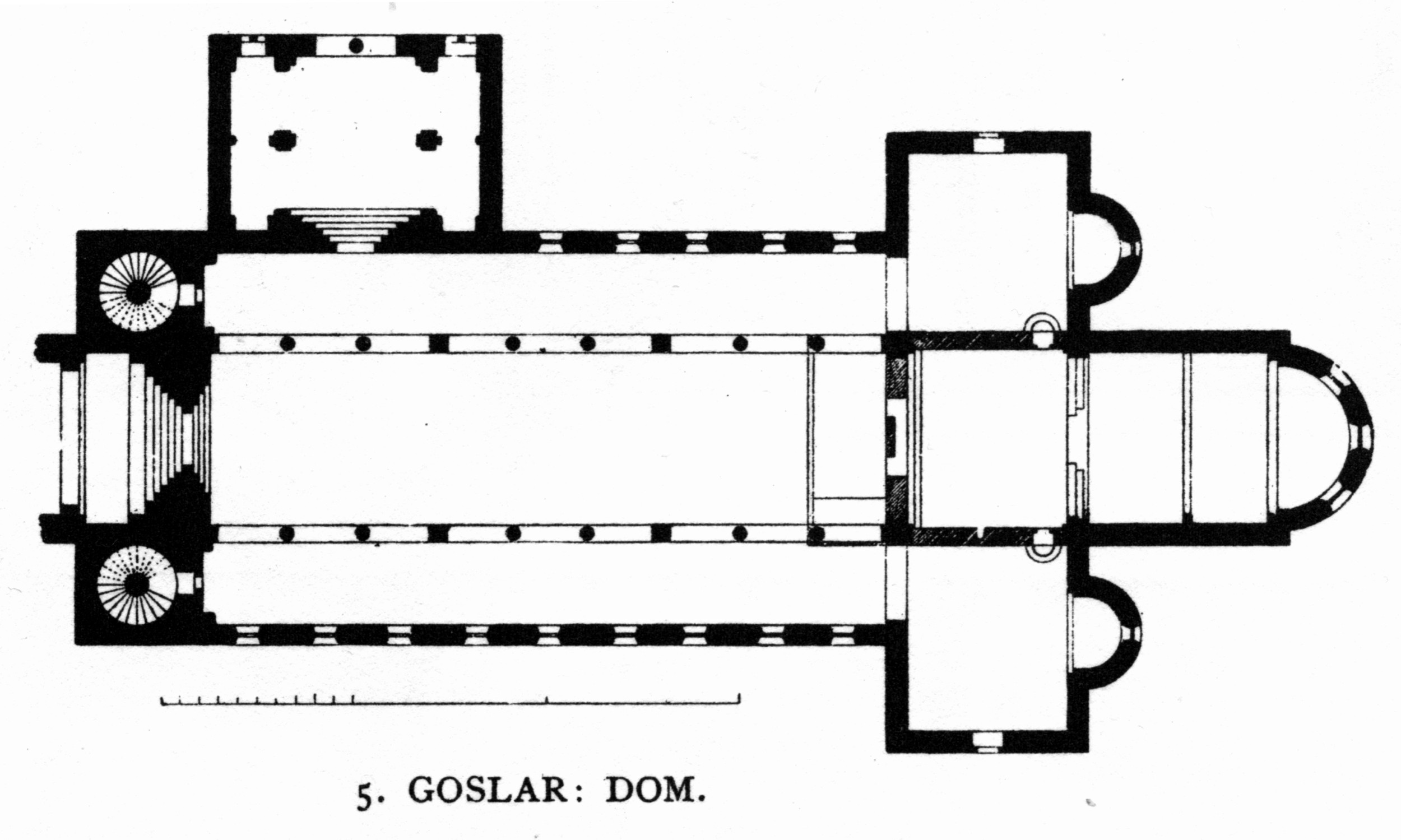
Planimetria della chiesa

La collegiata fu costruita a est del Palazzo Imperiale (Kaiserpfalz). Era quindi strettamente collegata ad altri edifici della zona, come l'Aula regia (Sala imperiale o Kaiserhaus), la Chiesa di Nostra Signora (demolita), la Cappella di Sant'Ulrico e gli edifici della Curia, tutti vicini tra loro. Immediatamente adiacenti alla collegiata si trovavano il chiostro e il refettorio.
La chiesa fu costruita secondo un progetto standard a forma di basilica a tre navate, inizialmente a tetto piano, con un'alternanza ritmica ("renana") di pilastri e colonne. Le pareti erano realizzate in blocchi di calcare. Aveva una facciata occidentale con due basse torri ottagonali con l'ingresso principale, costituendo il tipico Westwerk, e tre absidi orientali. La cripta si trovava sotto il presbiterio. Sopra l'incrocio tra navata e transetto si trovava un'altra torre. Il progetto della collegiata fu il prototipo per molti edifici ecclesiastici successivi del Medioevo.
Tra gli arredi della collegiata vi erano l'altare di Krodo in bronzo e il trono imperiale di Goslar, risalenti all'XI secolo e giunti fino a noi.
Nel XII secolo il tetto piatto fu sostituito da un tetto a volta. Il portico settentrionale, oggi l'unica parte superstite dell'edificio, fu aggiunto intorno al 1200 e l'ingresso principale fu ricollocato qui. Nel periodo gotico la chiesa fu ulteriormente ampliata a nord con una quarta navata e il presbiterio fu modificato.